# قلعة تشوم
قلعة تشوم هي قرية في مقاطعة أصفهان، إيران. يقدر عدد سكانها بـ 762 نسمة بحسب إحصاء 2016.